# Tongva

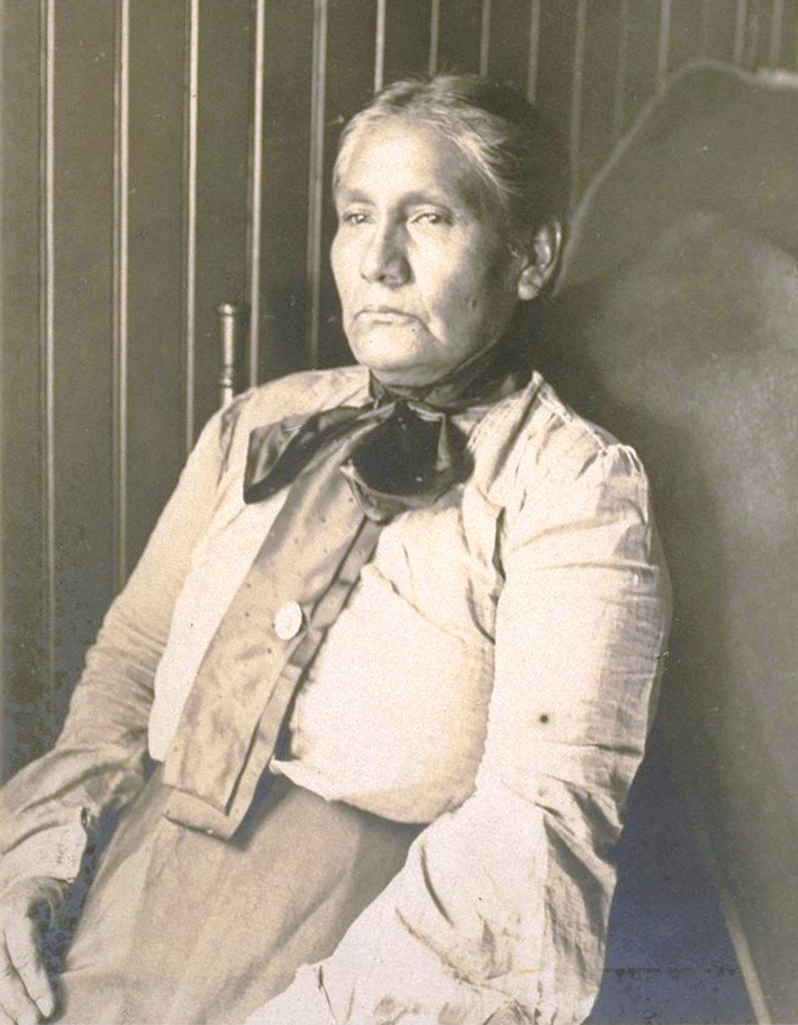
Mrs. James V. Rosemeyre (Narcisa Higuera), eine der letzten Hauptzeuginnen der Tongva-Sprache (Aufnahme aus dem Jahr 1905 in aus Bakersfield, Kalifornien)

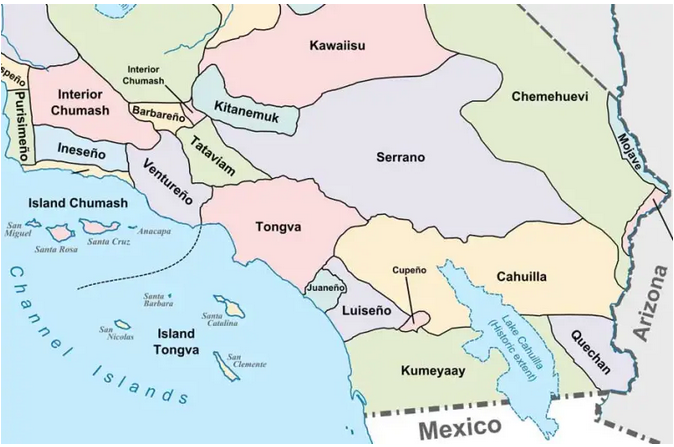
Ehemalige Stammesgebiete in Südkalifornien

Die Tongva oder Gabrieleño (auch Gabrielino) sind eine indigene Bevölkerungsgruppe im Gebiet von Los Angeles.
Die Tongva sind eine Untergruppe der früher als „Mission Indians“ bekannten Urbevölkerung des Los Angeles Basin sowie der vorgelagerten Inseln (Santa Catalina, San Nicholas, San Clemente und Santa Barbara).
Nahe verwandt mit den Tongva sind die Serrano (span. für „Bergbewohner“), die in den nördlichen San Gabriel Mountains sowie weiter östlich im San Bernardino County beheimatet waren.

## Kultur
Es gibt nur spärliche Informationen über die Kultur der Tongva vor ihrer Christianisierung um 1770. Ihre Mythologie und Traditionen wurden erst Generationen nach der Christianisierung von Ethnologen erfasst und sind dementsprechend fragmentarisch. Eine der frühesten Quellen ist ein von Hugo Ried verfasster Brief aus dem Jahr 1852. Kroeber (1925) versuchte eine Gesamtschau der Mythen der Takic sprechenden Völker, zu denen die Tongva gehörten.
Alfred Kroeber beschreibt den Volksglauben der Tongva vor ihrer Christianisierung als mythic-ritual-social six-god pantheon („mythisch-rituell-soziales Sechs-Götter-Pantheon“). Die zentrale Figur dieser Mythologie, in der Rolle sowohl als Kultur- und Gesetzgeber als auch als Schöpfer, mit starken Zügen einer Christus-Figur, war Chinigchinix, auch bekannt unter dem Namen Quaoar (zuerst belegt bei Ried (1852) in der Schreibweise Qua-o-ar).

## Geschichte

### Vorgeschichte und sprachliche Einordnung
Die Tongva gehören zur Gruppe der Takic sprechenden Völker innerhalb der uto-aztekischen Sprachfamilie.
Die Takic-Gruppe war heimisch im heutigen Großraum Los Angeles und bildete sich vermutlich vor ungefähr 3000 Jahren heraus.
Diese Gruppe spaltete sich in die Cupan (Luiseño-Juaneño) und die Tongva-Serrano-Sprachen auf. Die zeitliche Tiefe dieser Spaltung wird von Experten auf ungefähr 2000 Jahre geschätzt und mit der Variabilität der Romanischen Sprachen in Europa verglichen.
Dagegen ist die Spaltung der Tongva-Serrano-Gruppe in die Sprache der Tongva einerseits und der Serrano andererseits wesentlich jünger und vermutlich ein Resultat der Unterwerfung dieser Gruppen durch die Spanier.
Die ganze Takic-Sprachgruppe ist ausgestorben oder moribund. Die letzten Tongva-Sprecher starben im frühen 20. Jahrhundert. Aus der Cupan-Gruppe waren um 2000 noch wenige Dutzend lebende Muttersprachler bekannt. Allerdings gibt es seit den 1990er Jahren auch Bestrebungen, diese Sprachen wiederzubeleben.
Der benachbarte Stamm der Chumash wies kulturelle Gemeinsamkeiten mit den Takic-Völkern auf, insbesondere den Bau von seetüchtigen Kanus.
Sie sind jedoch sprachlich unverwandt und stellen vermutlich eine ältere Sprachschicht dar, die von den Uto-aztekisch-Sprechern überwandert wurde.
Tongva und Chumash waren die einzigen Stämme Südkaliforniens, die in der Lage waren, seetaugliche Kanus zu bauen. Die Kanus der Tongva wurden aus Planken und Pflanzenfasern gebaut. Sie wurden mit dem im Los-Angeles-Becken zutage tretenden Asphalt kalfatert.

### Geschichte seit der Kolonisierung
Das erste europäische Schiff erreichte die Küste Südkaliforniens im Jahr 1542, mit der Expedition von Juan Rodríguez Cabrillo. Cabrillo beschreibt bereits die Kanus der Eingeborenen. Die Zeit zwischen diesem Kontakt und der spanischen Landnahme (1542–1770) wird manchmal als „protohistorisch“ bezeichnet. Cabrillo überwinterte 1542/43 im Santa-Barbara-Kanal, und es ist möglich, dass dieser erste Kontakt bereits zu Seuchen und entsprechenden demographischen Verschiebungen zuungunsten der Chumash führte.
Die spanische Besiedelung und Missionierung von Kalifornien beginnt im späten 17. Jh. und erreicht das Gebiet des heutigen US-Staates (Oberkalifornien) um 1770. Die Mission San Gabriel wurde 1771 eröffnet. Zu diesem Zeitpunkt waren vermutlich die heute als Tongva und Serrano bekannten Stämme noch nicht in zwei klare Gruppen getrennt. Ihre Bevölkerung betrug zu diesem Zeitpunkt geschätzte 5.000 Personen. Die mit der Mission San Gabriel verbundenen Eingeborenen wurden im 19. Jh. mit Gabrieleño bezeichnet. Ein Teil der Tongva war auch mit der Mission San Fernando Rey verbunden und wurde dementsprechend Fernandeño genannt.
Die Christianisierung und die Unterwerfung durch die Spanier führte zu einem rapiden Kulturverlust. Die Tradition der Konstruktion von seetüchtigen Kanus (ti'at) war in den 1830ern bereits verschwunden.
Die Selbstbezeichnung Tongva wurde erst nach 1900 registriert. Sie stammt von Mrs. James V. Rosemeyre (Narcisa Higuera), die eine der letzten muttersprachlichen Sprecher der Tongva-Sprache war sowie die Quelle eines großen Teils von deren bekanntem Vokabular.
Seit den 1990er Jahren gibt es eine Bewegung zur kulturellen und sprachlichen Wiederbelebung der Tongva.
Erst seit dieser Zeit wird die Selbstbezeichnung Tongva bevorzugt, aber das zuvor gängige Gabrielino bleibt auch in Gebrauch.
1994 bewarb sich die Organisation Gabrielino/Tongva of San Gabriel um offizielle Anerkennung beim Bund. Diese Bewerbung ist immer noch hängig. Der Staat Kalifornien erkannte die Organisation aber als gemeinnützig an.
Seit den 1970er Jahren gab es Versuche von Ethnologen, die seetüchtigen Kanu (ti'at) zu rekonstruieren.
1993 wurde ein ti'at von Angehörigen des Tongva-Stammes nachgebaut und 1995 erfolgreich nach Santa Catalina Island gerudert, etwa 30 km vor der kalifornischen Küste.
2001 kam es zu einer Spaltung wegen Streitereien um ein geplantes Indianerkasino. Die abgespaltene Gruppe war in Santa Monica beheimatet und spaltete sich 2006 erneut, in die Gruppe Gabrieliño/Tongva Nation Tribal Council einerseits und Gabrielino-Tongva Tribe andererseits. Seit diesem Datum haben sich die drei Tongva-Organisationen verschiedentlich beschuldigt und juristisch belangt.
Die gesamte Mitgliederzahl dieser drei Organisationen wird auf etwa 1500 Personen geschätzt; diese Zahl ist aber mit Vorsicht zu genießen, da alle, insbesondere der Gabrielino-Tongva Tribe, vertreten durch den Advokaten Jonathan Stein, freizügig Mitglieder rekrutieren in der Absicht, als die größte der drei verfeindeten Gruppen und demnach „offizielle Vertretung“ des Stammes aufzutreten.